# Diethylsulfat
Diethylsulfat ist eine giftige, farblose, ölige Flüssigkeit mit einem charakteristischen Pfefferminzgeruch.

## Eigenschaften
Die farblose Substanz ist bei Zimmertemperatur flüssig, aber wenig flüchtig. Diethylsulfat löst sich wenig in Wasser, wobei es unter Bildung von Ethylsulfat, Schwefelsäure und Ethanol langsam hydrolysiert. In heißem Wasser erfolgt diese Reaktion wesentlich schneller. Mit Ethanol, Ether und den meisten polaren organischen Lösemitteln ist Diethylsulfat mischbar.

## Verwendung
Diethylsulfat wird zur Alkylierung von Phenolen, Aminen und Thiolen verwendet.

## Herstellung
Im Labor kann Diethylsulfat mit guter Ausbeute aus Sulfurylchlorid und überschüssigen absolutem Ethanol in Gegenwart einer Base bei 20 bis 35 °C hergestellt werden:
{\displaystyle \mathrm {SO_{2}Cl_{2}+2\ EtOH+2\ B.\longrightarrow } } {\displaystyle \mathrm {Et_{2}SO_{4}+2\ B.HCl\ } }
Industriell wird jedoch Diethylsulfat aus Ethen und rauchender Schwefelsäure unter Druck und Kühlung gewonnen:
{\displaystyle \mathrm {H_{2}SO_{4}+2\ CH_{2}{=}CH_{2}\longrightarrow } } {\displaystyle \mathrm {Et_{2}SO_{4}\ } }
Das rohe Produkt wird durch Vakuumdestillation gereinigt.

## Sicherheitshinweise
Diethylsulfat ist giftig und wirkt korrosiv. Bei Hautkontakt ruft es schwere Verbrennungen hervor. Inhalation kann zu einem Lungenödem führen. Im Tierversuch erwies sich die Substanz als karzinogen, für den Menschen besteht ein begründeter Verdacht auf Karzinogenität. Die Substanz ist nach Anhang II, Nr. 6 der deutschen Gefahrstoffverordnung (GefStoffV) als besonders gefährlicher krebserzeugender Stoff eingestuft und darf nur in geschlossenen Anlagen hergestellt oder verwendet werden.
Verdampft die Flüssigkeit, so bildet sie bis zu einem Volumenanteil von 12 % explosive Gemische mit der Luft.
Die Substanz ist zwar brennbar, jedoch durch den geringen Dampfdruck sehr schwer entzündlich.